# Anna Jagiello
Ana Iagello - în poloneză: Anna Jagiellonka; în lituaniană: Ona Jogailaitė - (n. 18 octombrie 1523, Cracovia, Regatul Poloniei – d. 9 septembrie 1596, Varșovia, Polonia-Lituania), a fost regină a Poloniei din 1575 până în 1586. A fost fiica regelui polonez Sigismund I cel Bătrân, și soția lui Ștefan Báthory, rege ales al Poloniei. A fost aleasă regină, împreună cu logodnicul ei, Ștefan, iar cei doi au condus împreună regatul Poloniei până la moartea lui Báthory.

## Primii ani
Ana s-a născut în 1523, fiind fiica regelui polonez, Sigismund I cel Bătrân și a reginei poloneze Bona Sforza. Viața ei timpurile a fost una normală. Broda veșminte bisericești, a fost implicată în lucrări de caritate și și-a îndeplinit obligațiile sale de prințesă. Ana a renunțat la pretendentul ei, Regele Suediei, în favoarea surorii ei, Caterina, rămânând necăsătorită până la vârsta de 52 de ani. Cei 33 de ani petrecuți cu mama ei arogantă au învățat-o că doar răbdarea și calmul o pot face pe o femeie să ajungă un monarh la fel de bun ca și un bărbat.

## Interregnum
În 1572, fratele ei, Sigismund al II-lea August a murit, lăsând tronul polono-lituanian vacant. În 1572, Jean Montluc, Episcopul de Valencia, i-a oferit prințului francez, Henric, alegerile republicii ca următorul rege. Montluc a promis alegătorilor că Henric se va căsători cu Ana, pentru a menține tradiția dinastică. Cu toate acestea, după ce Henric a fost ales ca monarh în republica polono-lituaniană, el și-a retras promisiunea iar cei doi nu s-au căsătorit niciodată.
În iunie 1574, Henric a părăsit Polonia pentru a-și asuma noile sale îndatoriri ca rege al Franței iar Parlamentul Republicii l-a înlăturat ca monarh de la tronul polonez în mai 1575. În a doua alegere, Ana și-a asumat titlul politic important de infantă, reflectând obiceiul spaniol și subliniind statutul ei dinastic. Titul regal era: Ana, din mila lui Dumnezeu, Infanta Regatului Polonia.

## Guvernarea
În toamna anului 1575, un nou candidat a fost oferit alegatorilor din Republică, Ștefan Báthory, principe al Transilvaniei. Ștefan a trebuit să fie de acord și a respectat condiția de a se căsători cu Ana. La data de 15 decembrie 1575, lângă Varșovia, Ana împreună cu Ștefan, au fost aleși guvernanții republicii, iar încoronarea a avut loc la Cracovia pe 1 mai 1576.
După moartea soțului ei în 1586, ea mai avea de jucat ultima piesă în influența tronurilor din Republică, oferindu-l pentru alegeri pe Sigismund al III-lea Vasa, singurul fiu al surorii sale Caterina. Cu ajutorul Anei, acesta a câștigat tronul polono-lituanian ca al treilea monarh ales de Republică.

## Moartea și moștenirea
Ana a murit în timpul domniei nepotului ei, Sigismund, în propria țară unde s-a născut și a trăit, pe 9 septembrie 1596. A fost ultima regină din dinastia Iagello.
Varșovia a fost reședința principală a ei înainte de a veni în capitală, unde a înfrumusețat orașul cu diferite contrucții. De asemenea, a finanțat mai multe monumente funerare în Catedrala Wawel, inclusiv monumentul fratelui ei, Sigismund August, al soțului ei Ștefan Báthory în Capela Sfintei Fecioare Maria (1586, Santi Gucci), al mamei sale Bona Sforza în Bazilica Sfântul Nicolae din Bari (1593), și al ei în Catedrala lui Sigismund (Santi Gucci).